# Desire Walks On
Desire Walks On es el undécimo álbum de estudio de la banda estadounidense Heart. Fue lanzado en 1993 y produjo cuatro sencillos: "Will You Be There (In the Morning)", "Black on Black II", "Back to Avalon" y "The Woman in Me".
Layne Staley, vocalista de la banda Alice in Chains, canta con las hermanas Wilson la versión de Bob Dylan, "Ring Them Bells". El álbum contiene dos versiones en español lanzadas solamente para territorio europeo: "La Mujer Que Hay en Mi" y "Te Quedarás (En La Mañana)".

## Lista de canciones
1. Desire - 0:18
2. Black on Black II - 3:51
3. Back to Avalon - 3:40
4. The Woman in Me - 4:00
5. Rage - 5:01
6. In Walks the Night - 6:01
7. My Crazy Head - 4:31
8. Ring Them Bells - 3:49 con Layne Staley (Alice in Chains)
9. Will You Be There (In the Morning) - 4:29
10. Voodoo Doll - 4:52
11. Anything Is Possible- 5:00
12. Avalon (Reprise) - 0:31
13. Desire Walks On - 5:06
14. La Mujer Que Hay en Mi - 4:02
15. Te Quedaras (En La Mañana) - 4:40

## Créditos
- Ann Wilson - voz, piano
- Nancy Wilson - guitarra, coros
- Howard Leese - guitarra
- Denny Carmassi - batería